# Веденовка (Башкортостан)
Веденовка (баш. Веденовка) — деревня в Стерлитамакском районе Республики Башкортостан Российской Федерации. Входит в состав Ашкадарского сельсовета. 

## География

### Географическое положение
Расстояние до:
- районного центра (Стерлитамак): 25 км,
- центра сельсовета (Новофедоровское): 4 км,
- ближайшей ж/д станции (Стерлитамак): 25 км.

## Население
| 2002 | 2009 | 2010 |
| ---- | ---- | ---- |
| 66   | ↗89  | ↘73  |

Национальный состав
Согласно переписи 2002 года, преобладающая национальность — русские (65 %).